# Šarišské Bohdanovce
Šarišské Bohdanovce (węg. Sárosbogdány) – wieś (obec) na Słowacji położona w kraju preszowskim, w powiecie Preszów. Pierwsza wzmianka o miejscowości pochodzi z 1351 roku.